# 利韦 (奥恩省)
利韦（法語：Livaie，法語發音：[livɛ] ⓘ）是法国奥恩省的一个旧市镇，属于阿朗松区。2019年，利韦与临近的3个市镇合并为新市镇洛雷代库沃，利韦为新市镇行政中心。

## 地理
利韦（48°30'53"N, 0°1'59"W）面积12.46 平方千米，位于法国诺曼底大区奧恩省，该省份为法国西北部内陆省份，北起顺时针与卡爾瓦多斯省、厄尔省、厄尔-卢瓦省、萨尔特省、马耶讷省和芒什省接壤。
与利韦接壤的市镇（或旧市镇、城区）包括：圣迪迪耶苏塞库沃、丰特奈莱卢韦、隆格诺、拉罗什马比勒、萨尔通河畔圣但尼、圣尼古拉德布瓦。

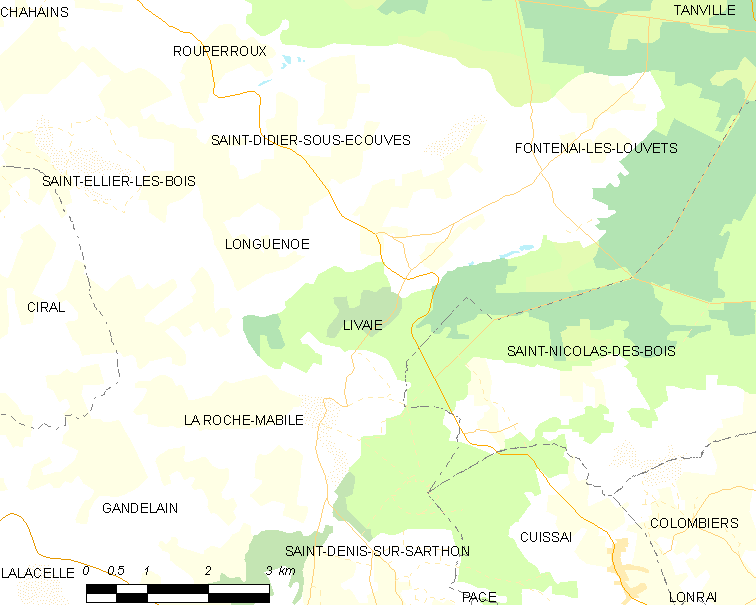
的OSM定位图

利韦的时区为UTC+01:00、UTC+02:00（夏令时）。

## 行政
利韦的邮政编码为61420，INSEE市镇编码为61228。

## 政治
利韦所属的省级选区为马尼勒代塞尔县。

## 人口

1962-2008年间人口变化图示

利韦于2018年1月1日时的人口数量为206人。